# Komunistyczny Związek Młodzieży Polski
Komunistyczny Związek Młodzieży Polski (KZMP), Związek Młodzieży Komunistycznej w Polsce – organizacja młodzieżowa Komunistycznej Partii Polski, działająca w II Rzeczypospolitej w latach 1922–1938.

## Historia
KZMP powstał 17 marca 1922 jako sekcja polska Komunistycznej Międzynarodówki Młodzieży. Do 1930 działał pod nazwą Związek Młodzieży Komunistycznej w Polsce. Jego nazwa była odpowiednikiem nazwy działającego w ZSRR Komunistycznego Związku Młodzieży (Komsomołu).  Od 1923 w jego składzie (na prawach autonomicznych organizacji obwodowych) działały Komunistyczny Związek Młodzieży Zachodniej Białorusi (KZMZB) i Komunistyczny Związek Młodzieży Zachodniej Ukrainy (KZMZU), z czasem do organizacji włączono struktury Komcukunftu. Od 1925 r. KZMP kierował organizacją pod nazwą „Pionier”, miała ona na celu krzewienie kultury, oświaty i sportu wśród młodzieży. Współpracował m.in. z Organizacją Niezależnej Młodzieży Ludowej „Orka”, Związkiem Niezależnej Młodzieży Socjalistycznej „Życie” i w ograniczonym zakresie z Organizacją Młodzieży TUR.
W 1929 r. KZMP liczył 4100 członków, (według innych danych 6250 członków, w tym 450 na Zachodniej Ukrainie i 2200 na Zachodniej Białorusi). Oprócz tego w więzieniach przebywało ich 2500. Zaś na początku 1934 r. - w świetle własnych sprawozdań - 13200 członków. Obliczono, że oprócz wyżej wymienionych „ścisłych” członków KZMP kieruje bezpośrednio wielotysięczną liczbą młodzieży zgrupowanej w nielegalnych i legalnych organizacjach pokrewnych, na które KZMP miał bezpośredni wpływ. Organizacje będące transmisjami KZMP do różnych środowisk młodzieży nazywano „przybudówkami”. Należały do nich: Związek Młodzieży Szkolnej (ZMS) – działający wśród młodzieży gimnazjalnej, średnich szkół technicznych i seminariów nauczycielskich; Związek Robotniczej Młodzieży Szkolnej – tak zwany „Zeteremsza”, odpowiednik poprzednio wymienionej organizacji na terenie szkół zawodowych; Związek Niezależnej Młodzieży Socjalistycznej (ZNMS) – „Życie” (późniejsza nazwa: Organizacja Młodzieży Socjalistycznej „Życie”) – lewicowa organizacja akademicka; Pionier – organizacja dziecięca; rewolucyjne koła poborowych (nazwa ta określa ściśle teren działania), Związek Lewicy Akademickiej „Front”, Związek Niezamożnej Młodzieży Szkolnej. Oddziaływał także na młodzieżowe organizacje o charakterze kulturalno-oświatowym, np. na kluby sportowe, sekcje młodzieży przy klasowych związkach zawodowych, sekcje młodzieży PPS-Lewicy czy koła młodzieży chłopskiej zrzeszone w Samopomocy Chłopskiej.
W czasie II Zjazdu liczebność tych organizacji przedstawiała się w sposób następujący:
| Organizacja                                                 | Liczebność |
| ----------------------------------------------------------- | ---------- |
| Sekcje młodzieży przy związkach zawodowych                  | 7700       |
| Kluby sportowe („Czerwone”)                                 | 3000       |
| Samopomoc Chłopska (koła młodzieży chłopskiej)              | 3000       |
| PPS-Lewica (Wydział Młodzieży)                              | 700        |
| Ukraińskie organizacje legalne (głównie młodzież chłopska)  | 2000       |
| Białoruskie organizacje legalne (głównie młodzież chłopska) | 700        |
| Razem                                                       | 17100      |

W liczbach tych nie są uwzględnione dane liczbowe dotyczące ilości członków Pioniera, Związku Młodzieży Szkolnej, Związku Robotniczej Młodzieży Szkolnej oraz „Życia”. Wiadomo na przykład, że Pionier liczył w tym czasie ponad 3000 dzieci.
Drugi zjazd związku, obradujący w lutym 1930 r. zmienił dotychczasową nazwę: Związek Młodzieży Komunistycznej w Polsce, na Komunistyczny Związek Młodzieży Polski. Nowa nazwa miała sugerować dążenie związku do skupienia w swych szeregach postępowej młodzieży nie mającej jeszcze ukształtowanego światopoglądu. Oznaczała także odchodzenie od zasady awangardyzmu i zwrócenie większej uwagi na pracę masową z młodzieżą robotniczą, zatrudnioną w wielkich zakładach przemysłowych.
Związek w 1936 opracował Deklarację Praw Młodego Pokolenia Polski, która zakładała, iż czynne prawo wyborcze powinno być dozwolone od 21 lat, że należy walczyć z faszyzmem i rasizmem w sposób radykalny i stanowczy, i dążyć do wprowadzenia ustroju komunistycznego w Polsce. Oprócz Deklaracji... KC KZMP wydał także dokument pt. Droga pracującej młodzieży Polski, w którym zarysowany został długofalowy program walki o dyktaturę proletariatu.
Główni działacze: Bronisław Berman, Aleksander Kowalski, Alfred Lampe, Antoni Lipski, Roman Zambrowski. W latach 1922–1936 organem prasowym KZMP był „Towarzysz”, a w latach 1937–1938 „Towarzysz Młodzieży”. Według danych ze sprawozdań KZMP Związek liczył w 1931 roku około 7 tysięcy działaczy a dwa lata później około 15 tysięcy. Większość członków stanowili Polacy pochodzenia chłopskiego. Po wymordowaniu w ZSRR przez NKWD działaczy Komunistycznej Partii Polski w okresie „wielkiego terroru” i rozwiązaniu tej partii w sierpniu 1938 przez Komintern, również KZMP zakończył działalność.
W czasie okupacji hitlerowskiej niektórzy członkowie KZMP organizowali ZWM.
Obecnie do tradycji i działalności KZMP nawiązuje Postępowa Młodzież Polski